# Kolonia Hubinek
Kolonia Hubinek – część wsi Hubinek w Polsce położona w województwie lubelskim, w powiecie tomaszowskim, w gminie Ulhówek.
W latach 1975–1998 Kolonia Hubinek administracyjnie należała do województwa zamojskiego.
Wierni Kościoła rzymskokatolickiego należą do parafii św. Antoniego w Dyniskach.